# (13010) Germantitov
(13010) Germantitov  es un asteroide perteneciente al cinturón de asteroides, descubierto el 29 de agosto de 1986 por Liudmila Zhuravliova desde el Observatorio Astrofísico de Crimea, en Rusia.

## Designación y nombre
Germantitov se designó inicialmente como 1986 QR5.
Más adelante fue nombrado en honor al cosmonauta ruso Guerman Titov (1935-2000).

## Características orbitales
Germantitov orbita a una distancia media del Sol de 3,1293 ua, pudiendo acercarse hasta 2,8076 ua y alejarse hasta 3,4509 ua. Tiene una excentricidad de 0,1027 y una inclinación orbital de 13,6546° grados. Emplea en completar una órbita alrededor del Sol 2021 días.

## Características físicas
Su magnitud absoluta es 12,4. Tiene 19,114 km de diámetro. Su albedo se estima en 0,037.